# 大金钟路站
大金钟路站是广州地铁11号线的车站，位于中国广东省广州市白云区景云路、富悦街与河田路口的地底。车站于2024年12月28日启用。

## 车站结构

### 车站楼层
本站共设有三层，地面为车站各出入口，周边为河田路、富悦街、景云路、景泰中学及邻近建筑；地下一层为站厅层，地下二层为设备区，地下三层为车站月台。
| 地下一层 | 站厅                       | 售票機、客服中心、商店、警务室、安检设施 |  |  |
| 地下二层 | 设备层                     | 车站设备                                 |  |  |
| 地下三层 | 1 站台                     | █11号线 外环方向（下站：中医药大学）     |  |  |
|          | 岛式站台（卫生间、母婴室） |                                          |  |  |
|          | 2 站台                     | █11号线 内环方向（下站：云台花园）       |  |  |

### 站厅
大金钟路站站厅設有自动售票機及智能客務中心。

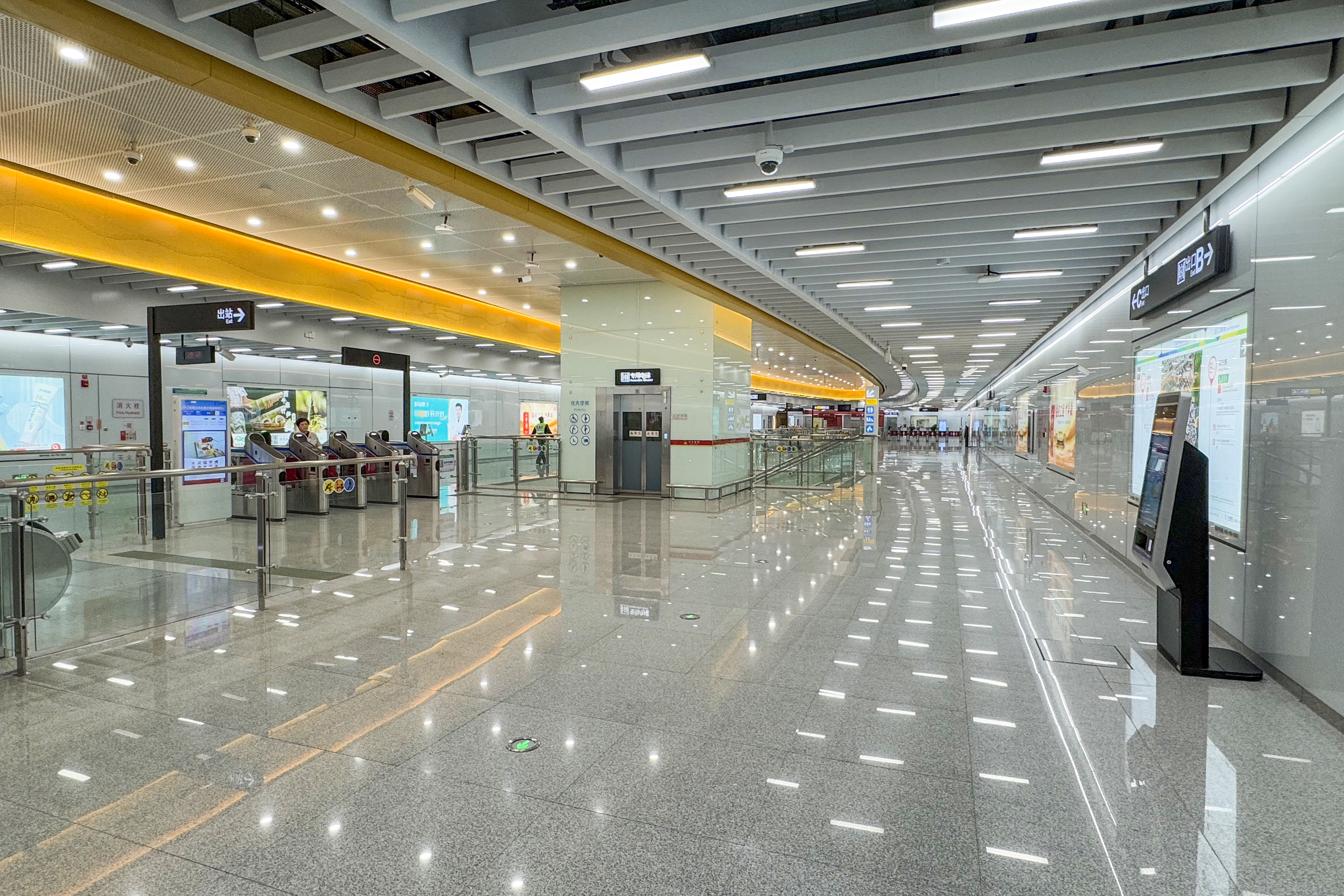
站厅

为方便行人进出，大金钟路站站厅北侧被划分为收费区，收费区内设有专用电梯、多条扶手电梯及楼梯方便乘客前往月台。

### 站台
本站设有一个岛式站台，位于河田路地底。

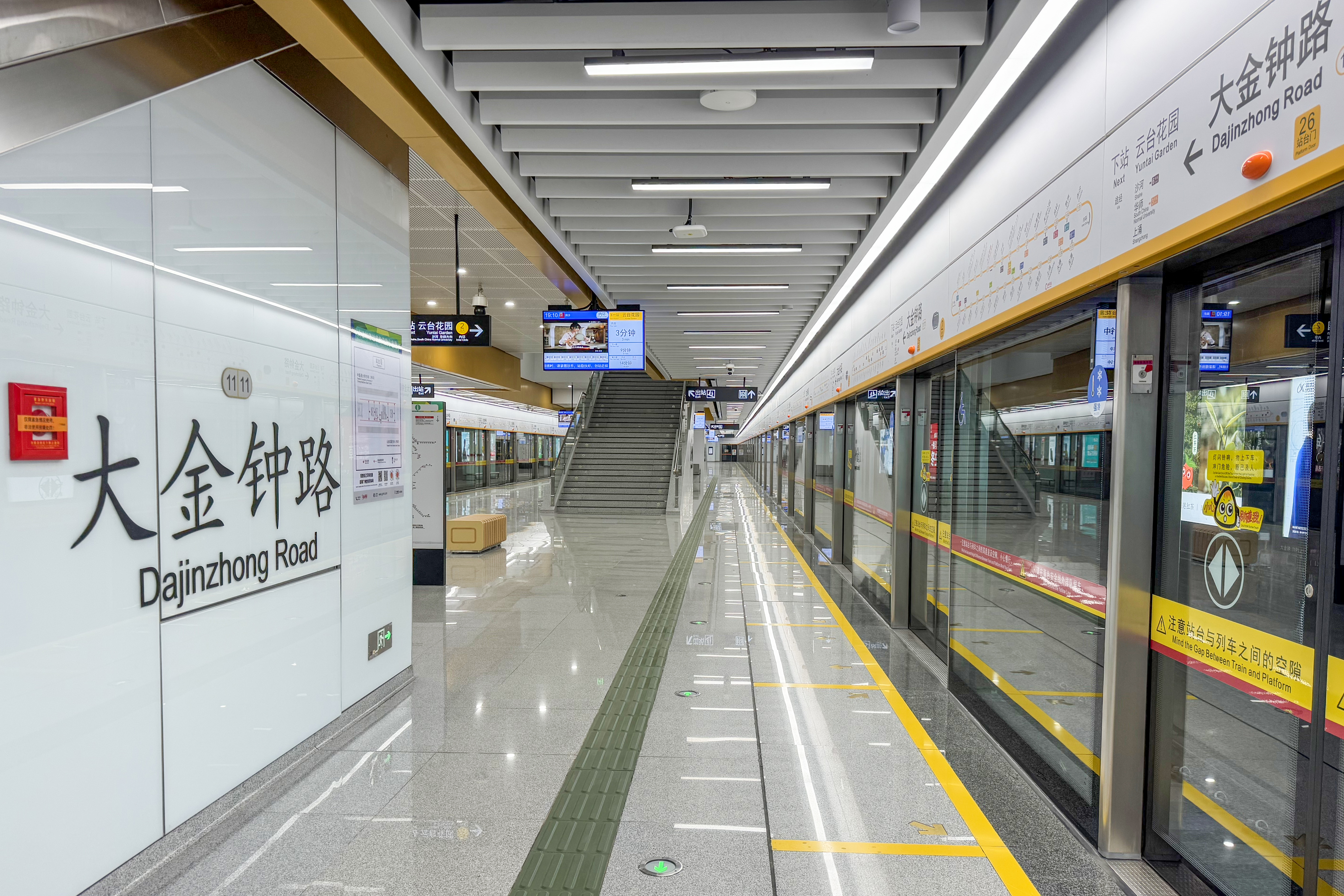
2号站台（11号线内环方向）

本站的洗手间及母婴室设于站台往中医药大学方向的一端。

### 出入口
大金钟路站设有2个出入口供乘客进出，其中B出入口另外设置专用电梯。
|                                           |                                                       |      |          |                                                    |
| 编号                                      | 设施                                                  | 照片 | 出口指示 | 建议前往的目的地                                   |
| B                                         | 盲道标志 · 升降机标志 · 无障碍通道标志 · 扶手电梯标志 |      | 河田路   | 富悦街、广东省第二中医院白云医院、河田西路公交车站 |
| C                                         | 盲道标志 · 扶手电梯标志                               |      | 河田路   | 富悦街、柯子岭（地铁大金钟路站）公交总站           |
| 註： 設有 \| 設有 \| 設有 \| 設有扶手電梯 |                                                       |      |          |                                                    |

## 历史
本站于2017年8月进场施工，2020年6月12日完成主体围护结构连续墙施工，2021年11月主体结构封顶。
本站在作最初大小環線規劃時稱為景泰坑站，在後來规划和建设时称为大金钟站。2023年6月，11号线车站初定名称公示，本站仍维持现称。由于“大金钟”被指易与3公里外的大金钟水库区域混淆，公示期间该站名收到较多反馈意见。2024年5月，广州地铁集团申报本站站名为大金钟路站，最终获批。
2024年7月3日，本站完成“三权”移交。12月28日，车站随11号线开通而启用。